# Společenské centrum Soběslavska
Společenské centrum Soběslavska je zrekonstruovaný multifunkční prostor v Soběslavi, které je od roku 2009 využívané jako kino a kongresové centrum.

## Historie
Budova byla kompletně zrekonstruována a od 30. října 2009 začala sloužit jako kino a kongresové centrum. Místo slouží nejen k promítání filmů, ale také se zde pořádají různá školení, semináře a přednášky.

## Popis
Za vstupem do budovy se nachází malá nekuřácká kavárna s posezením. Její součástí je dětský koutek. Nejdůležitější částí objektu je Víceúčelový sál s kapacitou 105 osob. V komplexu se dále nachází klubovna s Wi-Fi připojením a venkovní terasa se stolním tenisem, kuželkami a malou lezeckou stěnou.
Vedle centra se nachází Kostel svatého Marka, park a dětské hřiště.

## Galerie

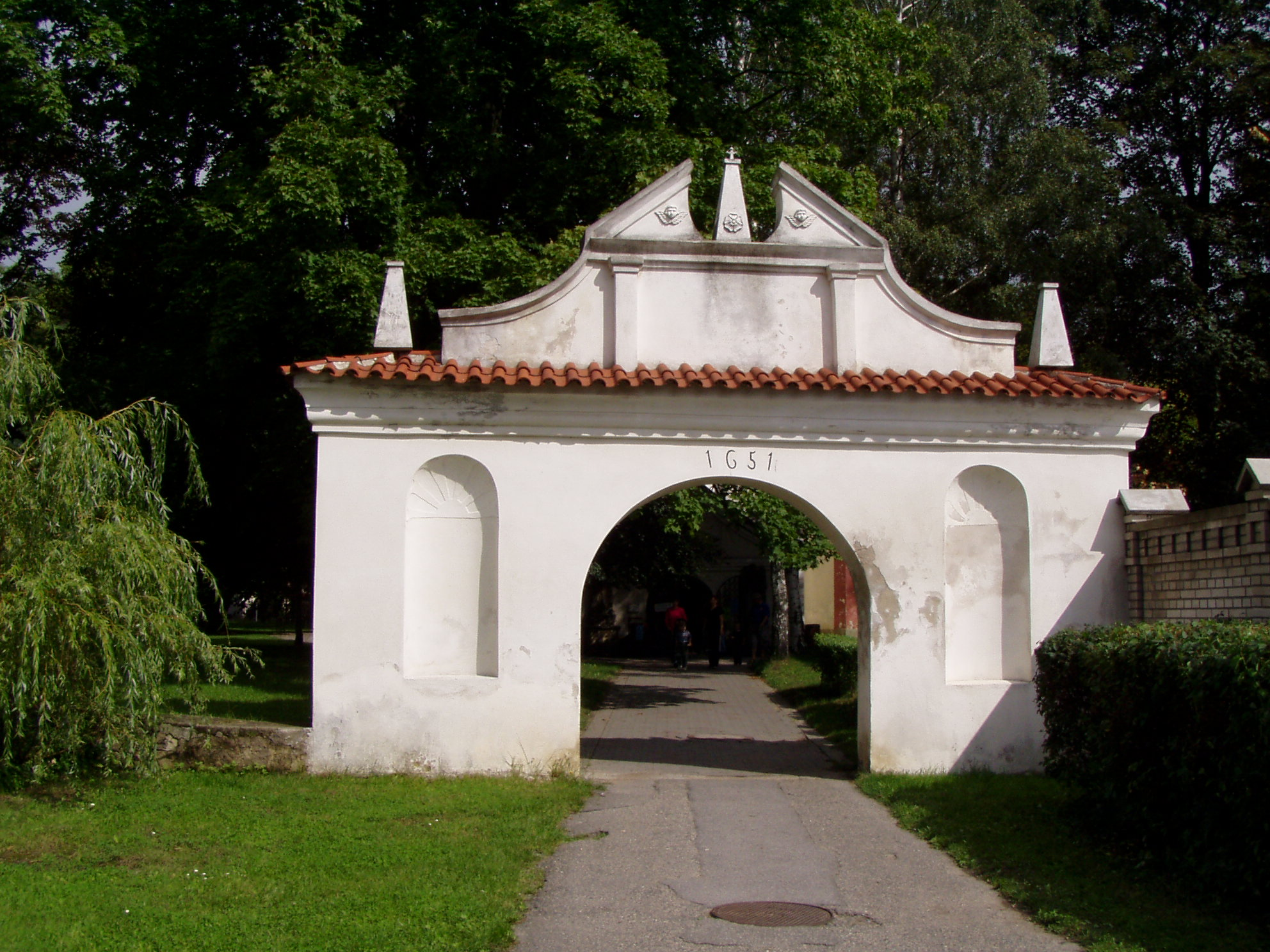
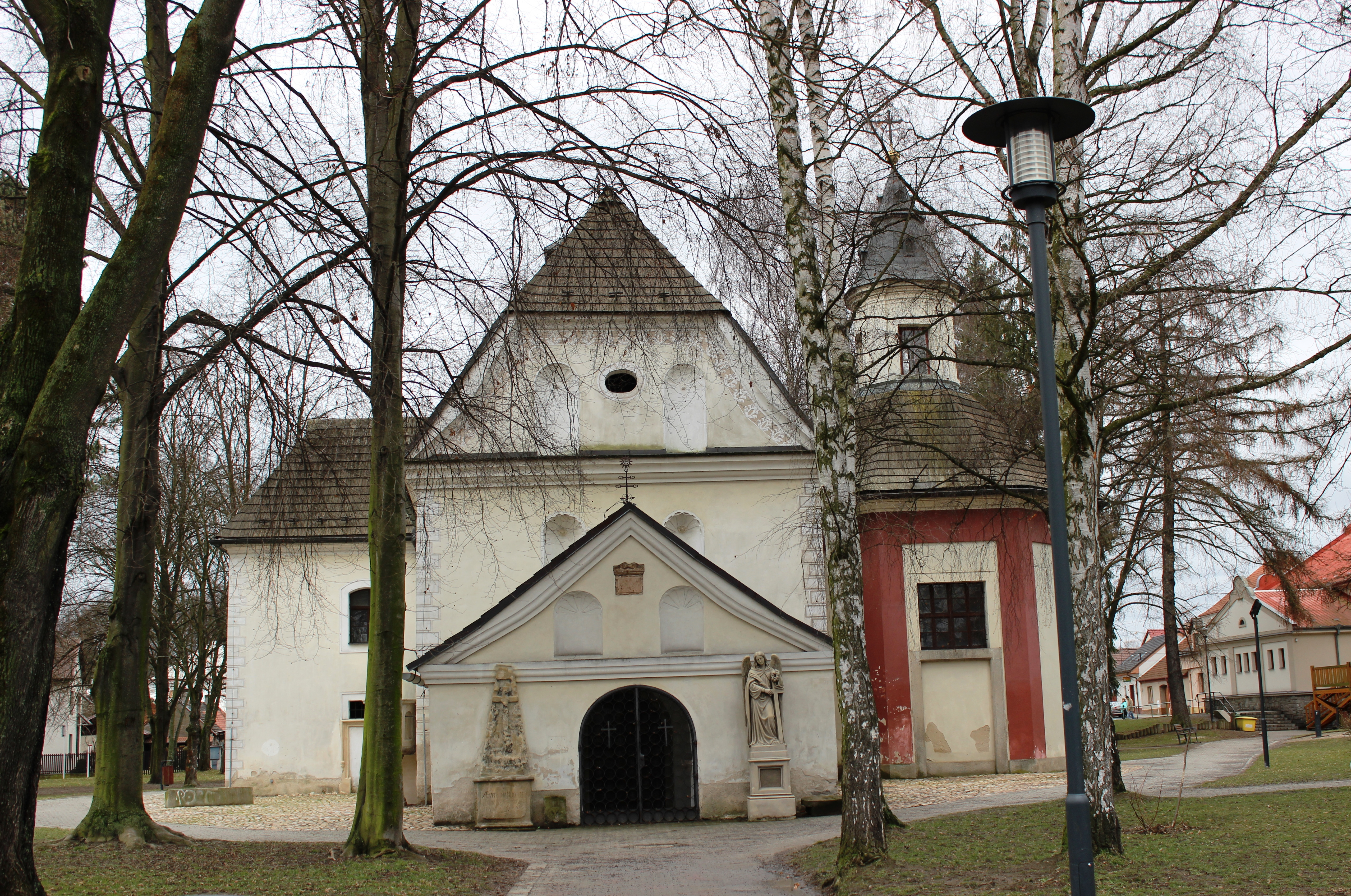

- Vstup do parku a Kostel svatého Marka